# Rolf Bohnsack
Rolf Bohnsack (* 3. März 1937 in Husum; † 8. August 2009 in Hamburg) war ein deutscher Volksschauspieler.

## Leben
In Husum machte Bohnsack zunächst auf der Schiffswerft eine Ausbildung zum Schiffbauer. Seit seinem 16. Lebensjahr trat er nebenher bei der Niederdeutschen Bühne Husum auf. Nach einem berufsbedingten Wechsel an eine Hamburger Werft wurde der damalige Intendant des Ohnsorg-Theaters Hans Mahler auf ihn aufmerksam und engagierte ihn für die Spielzeit 1961/62. Über 45 Jahre blieb er dem Ohnsorg-Theater verbunden, davon 34 Jahre als fest angestellter Schauspieler. Er spielte hier laut eines Nachrufs des Theaters in insgesamt 123 Rollen. Bohnsack war auch in einer ganzen Reihe von Fernsehaufzeichnungen des NDR aus dem Theater zu sehen. Zu seinen frühen Auftritten gehört hier die Komödie Die Königin von Honolulu (1966) von Gorch Fock mit Otto Lüthje, Erna Raupach-Petersen  und Werner Riepel.
Nach einer langjährigen Unterbrechung, in der er mit seiner Lebensgefährtin in Lutzhorn ein Restaurant führte, kehrte er  nochmals zum Ohnsorg-Theater zurück. Er spielte zuletzt in der Spielzeit 2007/2008 in dem Stück Mien Mann de fohrt to See.

## Filmografie (Auswahl)
- 1968: Otto und die nackte Welle